# Xylocopa binongkona
Xylocopa binongkona là một loài Hymenoptera trong họ Apidae. Loài này được van der Vecht mô tả khoa học năm 1953.